# Sergio Gutiérrez Luna
Sergio Carlos Gutiérrez Luna (Minatitlán, Veracruz; 12 de julio de 1976) es un abogado y político mexicano, miembro del partido Morena. Desde el 4 de diciembre de 2018 se desempeña como diputado federal plurinominal al Congreso de la Unión y es el actual presidente de la Cámara de Diputados de México, cargo que también ocupó en 2022.

## Trayectoria académica
Sergio Gutiérrez Luna es abogado egresado de la Escuela Libre de Derecho, cuenta con diplomados en Proceso Penal Acusatorio y Oral y en Delitos Fiscales y con maestría en Derecho Constitucional y Derecho Electoral.

## Trayectoria política
Entre 1998 y 1999 fue asesor en la Coordinación Central de Recursos del Servicio de Administración Tributaria, de 2000 a 2003 en el sexenio de Vicente Fox. Fue secretario particular de un diputado federal y luego coordinador de asesores en el Senado de la República, por el Partido de la Revolución Democrática, ambos en la LVIII Legislatura, en el mismo 2003 se desempeñó como subdirector en la Unidad de Asuntos Jurídicos del Instituto Electoral del Distrito Federal.
De 2003 a 2011 ejerció de forma privada su profesión en un despacho jurídico de su propiedad, de 2011 a 2015 fue secretario ejecutivo de la Comisión Implementadora del Nuevo Sistema de Justicia Penal de Sonora, en la administración del gobernador Guillermo Padrés Elías; de 2014 a 2017 fue consejero en el Poder Judicial de Sonora.
Renunció al PRD en 2017, y apoyó la precandidatura presidencial de Andrés Manuel López Obrador, en aquel año fue representante del Movimiento Regeneración Nacional ante el Instituto Electoral del Estado de México y en 2018 el mismo cargo pero ante el Instituto Electoral de Baja California. En 2018 fue elegido diputado federal suplente por la vía plurinominal a la LXIV Legislatura; era suplente del propietario Horacio Duarte, quien solicitó licencia para ser subsecretario de la Secretaría del Trabajo y Previsión Social en el gobierno del presidente Andrés Manuel López Obrador, por lo que asumió la diputación el 4 de diciembre de 2018, cargo que desempeña en la actualidad, al ser reelegido en 2021 y 2024.
En la Cámara de Diputados es secretario de la comisión de Puntos Constitucionales, e integrante de la comisión Jurisdiccional, de la comisión de Seguridad Pública, y de la comisión de Vigilancia de la Auditoría Superior de la Federación.
Para el proceso electoral de 2023-2024, la candidata presidencial Claudia Sheinbaum Pardo lo colocó como Representante de Morena ante el Instituto Nacional Electoral para defender a las y los candidatos de Morena. Con este cargo logró quitar la candidatura a Francisco García Cabeza de Vaca, primer lugar de plurinominales del PAN por ser prófugo de la justicia. 